# Bros
A Bros egy 1986-ban alakult angol zenekar, mely Camberleyben, Surreyben alakult. Tagjai Matt Goss és Luke Goss, akik ikrek, és Craig Logan. A tagok a Camberley-i Collingwood Iskolában voltak osztálytársak. A csapatot a Pet Shop Boys menedzsere Tom Watkins karolta fel, és futtatta olyan dalokkal, mint a When Will I Be Famous? és I Owe You Nothing című slágerek. Logan 1989 végén kilépett a zenekarból, a fiúk duóként folytatták tovább, majd két sikertelen album után 1992-ben feloszlottak. A tagok 2016 októberében bejelentették, hogy 2017-ben visszatérnek a rivaldafénybe.
A Bros becslések szerint 16 millió albumot és 10 millió kislemezt értékesített világszerte. 2017-ben a Goss ikrek újra összeálltak, és két koncertet adtak a londoni O2 Arénában.

## Történet

### Korai évek
Luke Goss és Matt Goss 1968. szeptember 29-én születtek Lewishamben, Londonban. Camberleyben, Surreyben telepedtek, le, miután szüleik elváltak, édesanyjuk új barátot talált, aki Luke-nek egy elektronikus dobkészletett vett, Matt pedig egy szaxofont kapott. Ekkor vették észre a zene iránti érdeklődésüket. Az ikrek a Collingwood College nevű iskolába jártak, ahol a Blue nevű zenekarban zenéltek. Az iskolában találkoztak Craig Logannal (1969. április 22), aki basszusgitáron játszott egy másik iskolai együttesben, a Stillbrookban. Logan emlékezett rá, hogy a Goss testvérek egy este megkeresték, hogy őt, hogy otthagyják a zenekarukat, és kérte Logant, hogy csatlakozzon hozzájuk, egy új zenekar megalapításához. Logan igent mondott, és a trió sokféle nevet felvett az együttes nevével kapcsolatban, mielőtt a Gloss névre esett a választásuk.
Bo Herbert felfigyelt a csapatra, akinek ambíciói voltak arra, hogy menedzserként tevékenykedjen, és felkaroljon iskolai együtteseket. Herbert fia, Chris ugyanabba az osztályba járt, mint a fiúk, és apja megengedte a csapatnak, hogy a nyári konyhájukban gyakoroljanak. A demók rögzítéséért még pénzt is fizetett nekik. Azonban szerződés nem jöhetett létre közöttük, mivel 18 év alattiak voltak.
Ebben az időszakban a Gloss találkozott Nicky Grahamm dalszerző és producerrel, aki dolgozott, és írt dalokat Tom Watkins zenei menedzserrel együtt. Azt javasolta, hogy Watkins hallgassa meg a fiúkat, azonban Watkins nem volt lenyűgözve sem a megjelenésükkel, sem a zenéjükkel kapcsolatban, azonban rájött arra, hogy a csapatot fiú együttessé alakíthatja, mellyel a tini lányok kedvencévé válhatnak. A Gloss szakított Herberttel, és szerződést kötött Watkinsszal, és annak csapatával, amint betöltötték a 18. évüket. Watkins átnevezte őket, és a Bros nevet felvették, noha a dalokat ők és Graham írták, "The Brothers" álnéven, annak benyomását keltve, hogy a testvérek maguk írják a dalaikat.

### Sikerek
A Bros debütáló kislemeze az I Owe You Nothing 1987 augusztusában jelent meg, azonban csak a 80. helyezést érte el az Egyesült Királyság kislemezlistáján. Az áttörést azonban a második daluk, a When Will I Be Famous? hozta meg számukra, mely 1987 novemberében jelent meg. A dal a brit kislemezlistán a 2. helyezést ért el, míg Írországban az 1. helyet érte el.  A dal Európa más országaiban, és Ausztráliában is Top 10-es sláger volt. Az Egyesült Államok Billboard Hot Dance Club Play listáján a 10. helyen szerepelt.
A Bros következő harmadik kislemeze a Drop the Boy elődjéhez hasonlóan a brit kislemezlistán a 2. míg Írországban az első helyen szerepelt. Ausztráliában, Új-Zélandon, Svájcban, Norvégiában, és Nyugat-Németországban Top 10-es dal volt.
A Bros 1988. március 28-án jelentette meg debütáló Push című albumát, mely a 2. helyen szerepelt az Egyesült Királyság albumlistáján. Noha soha nem érte el az első helyezést, mégis négyszeres platinát kapott az Egyesült Királyságban, valamint kétszeres platina volt Ausztráliában, de platina helyezést ért el Új-Zélandon, és arany státuszt Franciaországban, Németországban, Spanyolországban, és Svájcban is, az eladások alapján. A "Push" deluxe 3CD-s változata a Cherry Pop Records jóvoltából 2013-ban jelent meg az album 25. évfordulója alkalmából, mely bónusz dalokat is tartalmaz.
A Bros 1988 júniusában újból kiadta az "I Owe You Nothing" című dal remix változatát, mely az 1. helyezést érte el a brit kislemezlistán. A dal Írországban a 2. helyezést érte el, és a világ nyolc országában Top 10-es helyezés volt. Ez volt a második Top 10-es daluk az Egyesült Államok Billboard Hot Dance Club Play listáján. Két további kislemez jelent meg az albumról, az "I Quit" 1988 szeptemberében, mely a 4. helyezést érte el a brit kislemezlistán, és a "Cat Among the Pigeons" című dal, mely dupla A oldalas kislemezen szerepelt a "Silent Night" című karácsonyi feldolgozásukkal. Ez a dal a 2. helyezés volt az Egyesült Királyság kislemezlistáján.
Ezután a trió bejelentette első brit koncert turnéját, mely a "Bros Push Live" címet kapta. A jegyek 1 órán belül elfogytak, mind a 14 előadásra. A nagymértékű kereslet további dátumokat eredményezett.
A csapat népszerűségét a zenei sajtó csak "Brosmania" -nak nevezte, a tizenéves lányok pedig "Brosettes" néven hívták a csapatot.  1988 szeptemberében a rendőrségnek le kellett zárnia az Oxford Street egy részét London központjában, mert túl sok rajongó érkezett az MHV lemezbolt elé a zenekar dedikálására. A Bros rajongói klubjához, az úgynevezett "Bros Front" -nak világszerte 6 millió rajongója csatlakozott.
Logan 1989 elején távozott a zenekarból több betegségre hivatkozva, többek között krónikus fáradtságra hivatkozva, és mivel a betegségéből adódóan járni sem tudott, segítséggel tudott csak a színpadon maradni. Logan hat hétig volt kórházba, és további hat hónapig volt rehabilitáción, hogy ismét járni tudjon. Logan úgy döntött, hogy a sztárság nyomása túlságosan megterhelő számára, melyet közölt Mattel, és Luke-val. Utoljára közösen 1989-ben a Smash Hits Poll Winners Partyn jelentek meg, de ez volt az utolsó közös megjelenésük. Logan később megjelent a BBC1 csatornán, a "Wogan" című műsorban, hogy elmondja, miért hagyta ott az együttest. Az interjú során Logan beszélt a Bros menedzsere általi fizetetlen jogdíjakkal szembeni jogi lépésekről, de megerősítette, hogy betegsége miatt lépett ki a zenekarból.
A Bros duóként folytatta tovább a zenei karrierjét. Matt Goss és Luke Goss pedig a "The Global Push" című világturnén fellépett Ausztráliában, Japánban, Európában, és az Egyesült Királyságban.
A világturné utáni rövid szünet után a  Bros stúdióba vonult, hogy felvegye második albumát a The Time címűt. Az album 1989. október 16-án jeent meg, és a brit albumlistán a 4. helyre került. Az első héten az Egyesült Királyságban 150.000 példányt adtak el a lemezből. Az albumról több kislemez is napvilágot látott, úgy mint a Too Much, a Chocolate Box, vagy a Madly in Love, és a Sister.
A Bros 77.000 rajongó előtt lépett fel a "Bros in 2 Summer" című egyszeri koncertjén a Wembley Stadionban, ahol fellépett a Salt 'n' Pepa egyik tagja is, Debbie Gibson.
1991-ben a Bros kiadta harmadik, és egyben utolsó albumát a Changing Facest, mielőtt a zenekar 1992-ben feloszlott. Két kislemez jelent meg az albumról: Are You Mine?, mely a 12. helyezett volt a brit kislemezlistán, és a Try mely csupán csak a 27. helyre jutott a slágerlistán. Az album nem volt különösebben sikeres, így a brit albumlistán a 18. helyen szerepelt.
A Bros 11. Top 40-es kislemezt, és 3 Top20-as albumot produkált az Egyesült Királyságban. A csapat világszerte becslések szerint 16 millió albumot adott el. A  zenekar soha nem volt sikeres az Egyesült Államokban, ahol viszonylag ismeretlenek voltak.

## Élet a Bros után
Matt Goss a 90-es években szólókarrierbe kezdett, és megjelentetett pár sikeres dalt. "The Key" és a "If You Were Here Tongiht" címűeket. Saját rezidenciával rendelkezik a Las Vegas-i Palmsban, a Caesars Palaceben, és a Mirageban.
Luke Goss Amerikába költözött, és filmszínész lett. Játszott a Penge 2 és a "Hellboy 2 - The Golden Army" című filmben, valamint szerepelt az angol "Interwiev with a Hitman" című filmben 2012-ben, és megrendezte első filmjét a "Move" címűt 2018-ban.
Craig Logan dalszerző és később menedzser lett, miután 1989-ben távozott a zenekarból. Ebben az időben Kim Appleby volt a barátnője, és számos dalának társszerzője volt. 2006 és 2010 között az RCA Records kiadó vezetője volt az Egyesült Királyságban, mielőtt saját kiadót alapított.

## Újraegyesülés
2008. július 1-én Matt Goss nyilatkozott a BBC Newsnak, hogy megállapodtak az együttessel az újraegyesítésről. Testvére Luke azonban tagadta ezeket a híreket. 2010. szeptember 14-én Matt Goss kijelentette, hogy a zenekar nem fog újraegyesülni a közeljövőben, mondván, ez csak egy hirtelen ötlet volt, mely elmúlt.
2016. október 5-én bejelentették, hogy 2017. augusztus 19-én egy 30. születésnapi Bros koncertre kerül sor az O2 Arénában, melyen Matt és Luke Goss lép fel. Craig Logan sok sikert kívánt a tagoknak, azonban ő nem kívánt részt venni a koncerten. Ezen kívül egy másik időpontot is megjelöltek az O2 Arénában lévő koncertre, valamint további fellépéseket Manchesterben, Glasgowban, Birminghamben, és Newcatle, ben, és Tyne-ben, azonban a londoni és Manchesteri fellépéseken kívül a többi koncertet törölték a zenekar váratlan logisztikai problémáira hivatkozva. Az első Bros koncert a Wembley Stadionban 28 évvel ezelőtt volt. Készült egy dokumentumfilm a Bros újraegyesítéséről, valamint a próbákról, előadásokról az O2 Arénában, mely a Bros: After the Screaming Stops címet kapta. A dokumentumfilmet 2018. október 18-án mutatták be a 2018. évi BFI londoni filmfesztivál részeként, és korlátozottan mozikban is bemutatták 2018. november 9-én. DVD-n, és digitálisan letölthetővé november 12-én vált elérhetővé. A film 1. helyezést ért el a hivatalos Music Video Chart listán. A filmet a BBC Four csatornán december 23-án mutatták be, mely az év egyik karácsonyi televíziós eseménye lett a későbbi népszerűség miatt, melyet a BBC iPlayeren is elérhetővé tettek.
A dokumentumfilm sikerét követően a duó bejelentette, hogy 2019. július 5-én fellép a londoni O2 Brixton Academy-ben, melyet további brit turnék követnek.
2019 márciusában a Balance Magazinban közzétett interjúban a Bros bejelentette, hogy debütáló albumukat a "Push"-t egy modernebb stílusban újra felveszik, és a jövőben új albumot is megjelentetnek.

## Kislemezek
- I Owe You Nothing (1987, 1988-ban újból kiadták)
- When Will I Be Famous? (1987)
- Drop the Boy (1987)
- I Quit (1988)
- Cat Among the Pigeons / Silent Night (1988)
- Too Much (1989)
- Chocolate Box (1989)
- Sister (1989)
- Madly in Love (1990)
- Are You Mine (1991)
- Try (1991)

## Albumok
- Push (1988)
- The Time (1989)
- Changing Faces (1991)
- Best Remixes (1991)
- Best of Bros (2004)
- I Owe You Nothing Deluxe Edition (2011)
- Push Deluxe Edition (2013)
- The Time Deluxe Edition (2014)
- Bros Gold (2020)

## Videoklipek
- Push Live Tour (1988)
- Push Over (1989)
- The Big Picture (2005)

## Díjak és jelölések
| Díjkiosztó  | Dátum             | Kategória                | Eredmény | Hivatkozás(ok) |
| ----------- | ----------------- | ------------------------ | -------- | -------------- |
| Brit Awards | 1989. február 13. | A brit legújabb együttes | Elnyerte | [ 42 ]         |